# Francesco Molinari
Francesco Molinari (Turim, Itália, 8 de novembro de 1982) é um jogador profissional de golfe da Itália. Molinari foi campeão do The Open Championship em 2018.

## Carreira

### The Open de 2018
No Aberto Britânico de 2018 , Molinari venceu o torneio com uma pontuação de -8 do par, jogando com Tiger Woods na rodada final. A vitória no Open Championship o levou ao sexto lugar no Ranking Mundial de Golfe Oficial, o ranking mais alto de sua carreira até hoje.

## Títulos

### Torneios Major´s (1)
| Ano  | Campeonato            | Resultados           | Margem    | Vice-campeão                                               |
| ---- | --------------------- | -------------------- | --------- | ---------------------------------------------------------- |
| 2018 | The Open Championship | −8 (70-72-65-69=276) | 2 tacadas | Kevin Kisner, Rory McIlroy, Justin Rose, Xander Schauffele |